# Alfred Wallis
Alfred Wallis (Plymouth, 18 agosto 1855 – Penzance, 29 agosto 1942) è stato un artista pescatore britannico, originario della Cornovaglia.

## Biografia
I genitori di Alfred, Charles e Jane Wallis, erano di Penzance in Cornovaglia e si trasferirono a Devonport, nel Devon, nel 1850, per trovarvi lavoro; fu a Devonport che nacquero Alfred e suo fratello Charles. Più tardi, quando Jane Wallis morì, la famiglia tornò a Penzance. Dopo aver lasciato la scuola Alfred fu apprendista presso un cestaio prima di diventare marinaio nel traffico mercantile all'inizio degli anni '70 dell'Ottocento, navigando su golette nel Nord Atlantico tra Penzance e Terranova.
Wallis sposò Susan Ward a St Mary's Church a Penzance nel 1876, all'età di 20 anni e sua moglie di 41, e divenne il patrigno dei suoi cinque figli. Nei primi tempi del suo matrimonio esercitò il lavoro nella pesca d'alto mare lungo la costa di Terranova traendone un buon reddito. Dopo la morte dei suoi due bambini, Alfred si dedicò alla pesca costiera e al lavoro a Penzance.
Nel 1890 la famiglia si trasferì a St.Ives, in Cornovaglia, dove Alfred si dedicò al commercio di articoli marinari, acquistando rottami di ferro, vele, corde e altri oggetti e materiali. Nel 1912, la sua impresa "Wallis, Alfred, Marine Stores Dealer" chiuse e Alfred si mantenne con lavori occasionali e lavorò per un antiquario locale, il signor Armor, dal quale conobbe il mondo degli oggetti d'arte.

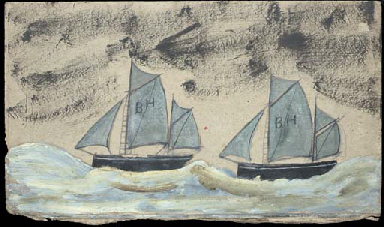
Due battelli a vela

Dopo la morte della moglie nel 1922, Wallis iniziò a dipingere, come disse in seguito a Jim Ede, "per passatempo", come autodidatta e senza mai aver seguito lezioni d'arte.
I suoi dipinti costituiscono un notevole esempio d'arte naïf: in essi la prospettiva è ignorata e la dimensione di un oggetto è spesso basata sulla sua importanza relativa nella scena, il che rende molti dei suoi dipinti simili ad una mappa. 

Disponendo di poco denaro, improvvisò il suo modo di dipingere servendosi dei materiali disponibili che trovava, per lo più dipingendo sul cartone di scatole d'imballaggio usate e servendosi di una gamma di colori limitata, a base di vernici acquistate dai fornitori navali.

Wallis dipinse paesaggi marini a memoria, soprattutto perché il mondo della vela che conosceva stava per essere ormai sostituito dalle navi a vapore. Come diceva, i suoi soggetti erano " ciò che serve per trarre dalla mia memoria ciò che potremmo non vedere mai più ..." 

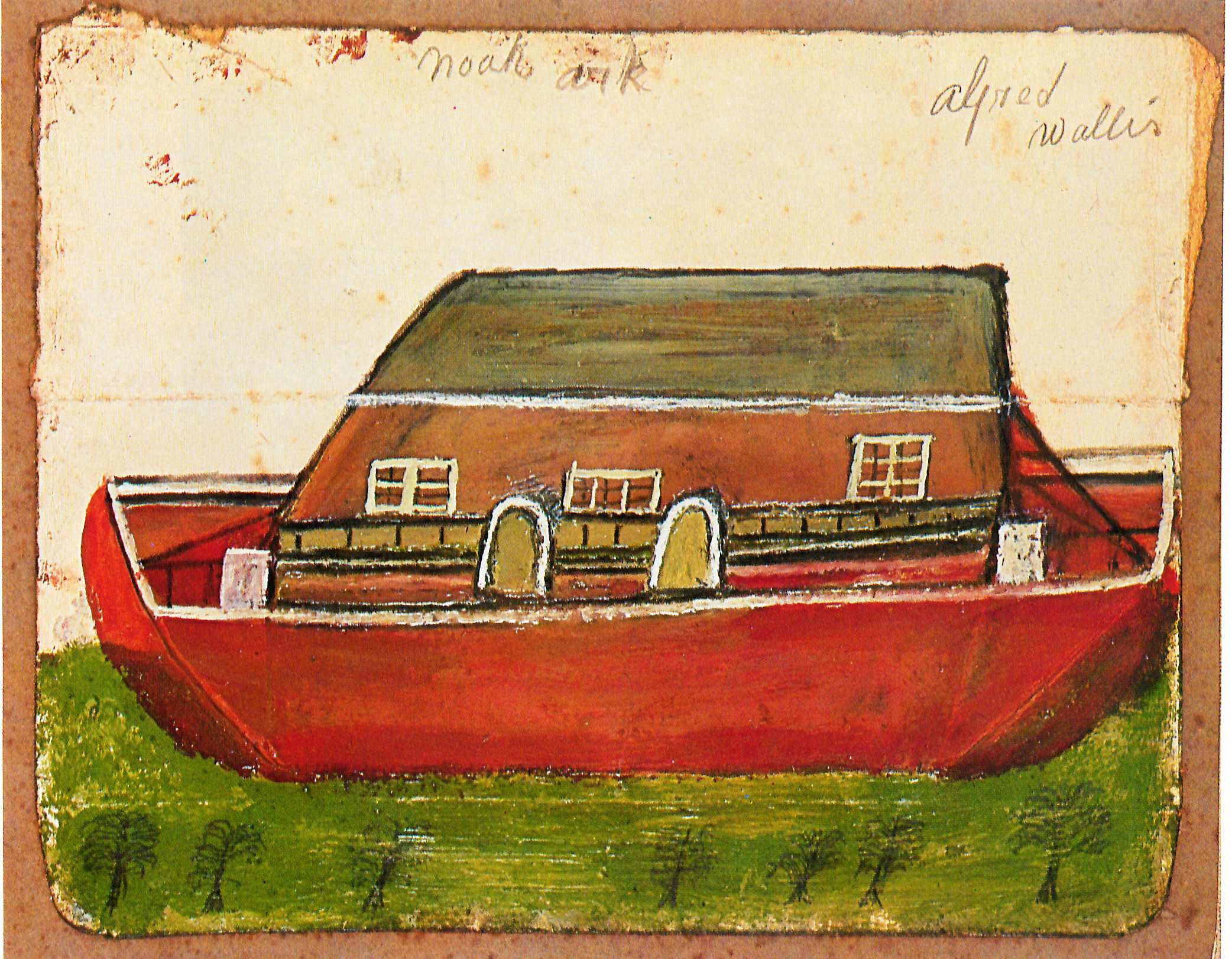
Arca di Noè

Per molti versi Wallis si è trovato in una fortunata combinazione temporale: infatti, nel 1928, pochi anni dopo aver iniziato a dipingere, Ben Nicholson e Christopher Wood giunsero a St. Ives e vi fondarono una colonia di artisti. Furono felicissimi di trovarvi Wallis e il suo modo istintivo di dipingere. Nicholson in seguito ha commentato che "per Wallis, i suoi dipinti non erano mai 'dipinti' ma eventi reali". 
Wallis fu incluso nella cerchia di alcuni degli artisti più innovativi che lavoravano in Gran Bretagna negli anni '30.
L'influenza degli altri artisti, tuttavia, era molto relativa: Wallis ha continuato a dipingere come aveva sempre fatto. Nicholson in seguito definì l'arte di Wallis "qualcosa che è cresciuto dai mari e dalla terra della Cornovaglia e che durerà". 

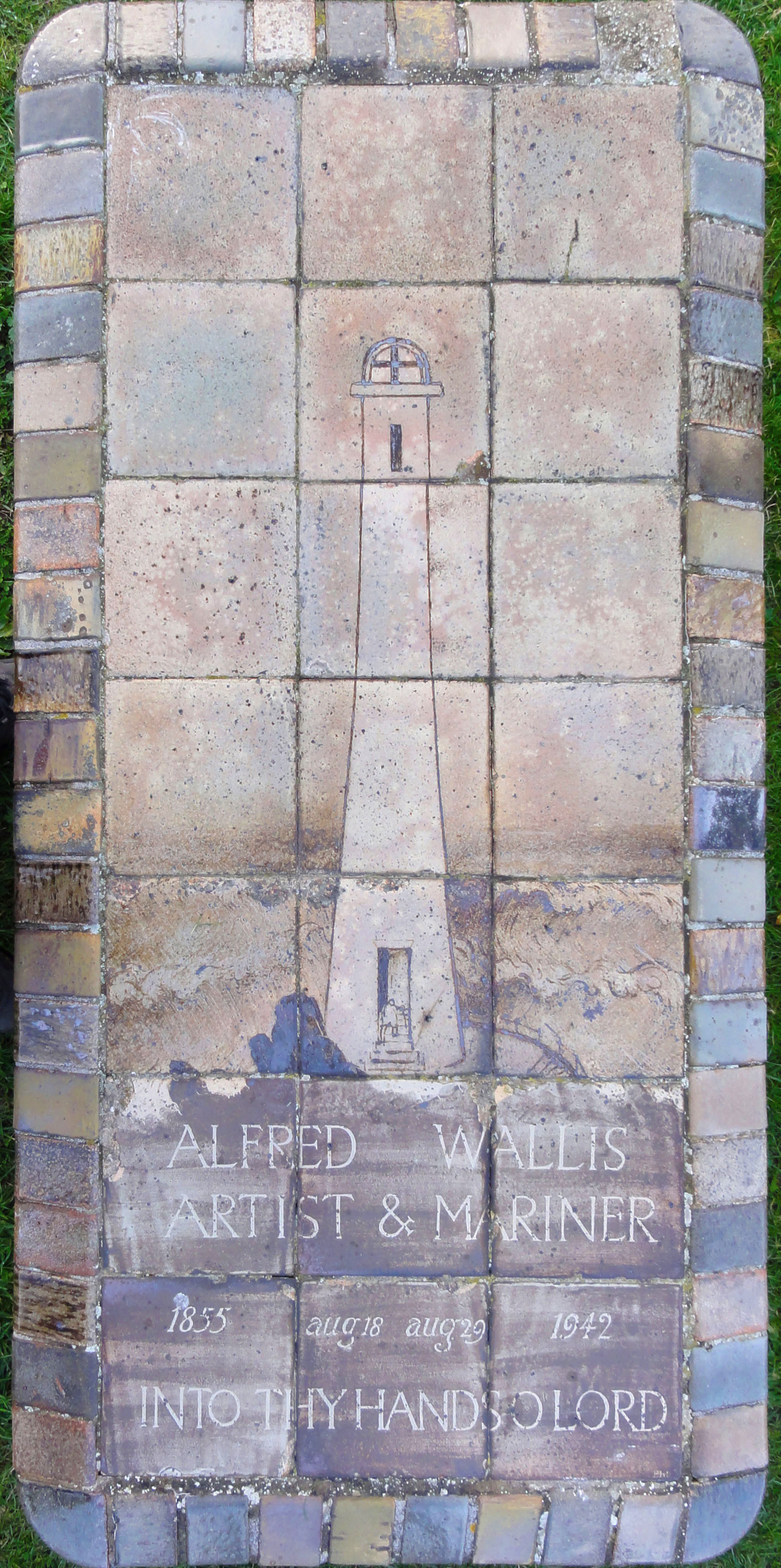
Tomba di Alfred Wallis

Attraverso Nicholson e Wood, Wallis fu presentato a Jim Ede che promosse il suo lavoro a Londra. Ma nonostante questo supporto Wallis vendette pochi dipinti e continuò a vivere in povertà fino alla sua morte nel laboratorio di Madron vicino a Penzance.
Wallis è sepolto nel cimitero di Barnoon, affacciato sulla spiaggia di St Ives Porthmeor e sulla galleria Tate St Ives. Una lapide che raffigura un minuscolo marinaio ai piedi di un enorme faro - un motivo frequente nei dipinti di Wallis - è stata realizzata con piastrelle dal ceramista Bernard Leach per la sua tomba.
Wallis credeva che i suoi vicini lo invidiassero per la sua notorietà, credendo che fosse divenuto segretamente ricco. In una delle sue ultime lettere, a Ede, scrisse: 
"Sto pensando di rinunciare ai colori tutti insieme non ho altro che persecuzione e gelosia e se riesci a scendere per un'ora o due puoi portarli con te e darmi ciò che valgono in seguito. Questi cassetti e negozi sono tutti gelosi di me."
Alcuni dipinti di Wallis sono esposti al museo Tate St Ives e al Kettle's Yard a Cambridge (casa di Jim Ede). Nell'ottobre 2020 una mostra "Alfred Wallis Rediscovered" è stata presentata al Kettle's Yard.